# Gisiel (Dźwierzuty)
Gisiel (deutsch Geislingen) ist ein Dorf in der polnischen Woiwodschaft Ermland-Masuren. Es gehört zur Gmina Dźwierzuty (Mensguth) im Powiat Szczycieński (Kreis Rastenburg).

## Geographische Lage
Gisiel liegt in der südlichen Mitte der Woiwodschaft Ermland-Masuren, 21 Kilometer nördlich der Kreisstadt Szczytno (deutsch Ortelsburg).

## Geschichte
In Geislingen gründete der Hochmeister des Deutschen Ordens, Konrad Zöllner von Rotenstein, am 9. Januar 1389 zwei Güter von je zehn Hufen nach Kulmer Recht. Den beiden Besitzern Alsut und Heinrich wurde das Privileg der Fischerei und der Anlage von Bienenstöcken zugesichert.
In den Jahren 1709 bis 1711 erlagen 86 Einwohner der Großen Pest in Preußen.
1873 erfolgte in Geislingen die Gründung einer Entwässerungsgesellschaft, durch deren Tätigkeit große Sumpfflächen in Acker- und Wiesenland umgewandelt werden konnten. Das war der Beginn eines lebhaften wirtschaftlichen Aufstiegs des Dorfes.
Von 1874 bis 1945 gehörte Geislingen zum Amtsbezirk Mensguth (polnisch Dźwierzuty) im Kreis Ortelsburg im Regierungsbezirk Königsberg (1905 bis 1945: Regierungsbezirk Allenstein) in der preußischen Provinz Ostpreußen.
Im Jahre 1910 zählte Geislingen 172 Einwohner, 1933 waren es bereits 244, und 1939 noch 223.
Aufgrund der Bestimmungen des Versailler Vertrags stimmte die Bevölkerung im Abstimmungsgebiet Allenstein, zu dem Geislingen gehörte, am 11. Juli 1920 über die weitere staatliche Zugehörigkeit zu Ostpreußen (und damit zu Deutschland) oder den Anschluss an Polen ab. In Geislingen stimmten 127 Einwohner für den Verbleib bei Ostpreußen, auf Polen entfielen keine Stimmen.
In Kriegsfolge kam 1945 das gesamte südliche Ostpreußen zu Polen. Davon war nun eben auch Geislingen betroffen. Das Dorf erhielt die polnische Namensform „Gisiel“. Heute ist es Sitz eines Schulzenamtes (polnisch Sołectwo) und somit eine Ortschaft im Verbund der Landgemeinde Dźwierzuty (Mensguth) im Powiat Szczycieński (Kreis Ortelsburg), bis 1998 der Woiwodschaft Olsztyn, seither der Woiwodschaft Ermland-Masuren zugehörig.

## Kirche
Bis 1945 war Geislingen in die evangelische Kirche Mensguth in der Kirchenprovinz Ostpreußen der Kirche der Altpreußischen Union sowie in die katholische Kirche Mensguth im damaligen Bistum Ermland eingepfarrt.
Heute gehört Gisiel immer noch zu dem jetzt Dźwierzuty genannten Kirchdorf, wobei dieses jetzt dem Erzbistum Ermland bzw. der Pfarrei Pasym in der Diözese Masuren der Evangelisch-Augsburgischen Kirche in Polen zugeordnet ist.

## Schule
Am 1. April 1888 wurde in Geislingen eine Schule eröffnet. Dazu musste das Insthaus zum Schulgebäude umgebaut werden. Der Unterricht fand einklassig statt. 1924 erhielt das Dorf ein neues modernes Gebäude.

## Verkehr
Gisiel liegt an der bedeutenden Nord-Süd-Verkehrsachse der polnischen Landesstraße 57 (einstige deutsche Reichsstraße 128), die jetzt die Woiwodschaft Ermland-Masuren durchzieht und in der Woiwodschaft Masowien endet. Eine Anbindung an den Bahnverkehr besteht nicht.